# Dioscoridillo cavicolus
Dioscoridillo cavicolus är en kräftdjursart som beskrevs av Stefano Taiti och Franco Ferrara 2004. Dioscoridillo cavicolus ingår i släktet Dioscoridillo och familjen Eubelidae. Inga underarter finns listade i Catalogue of Life.